# Sticherus leonis
Sticherus leonis är en ormbunkeart som först beskrevs av William Ralph Maxon, och fick sitt nu gällande namn av J.Gonzales. Sticherus leonis ingår i släktet Sticherus och familjen Gleicheniaceae. Inga underarter finns listade.